# Stubenwagen

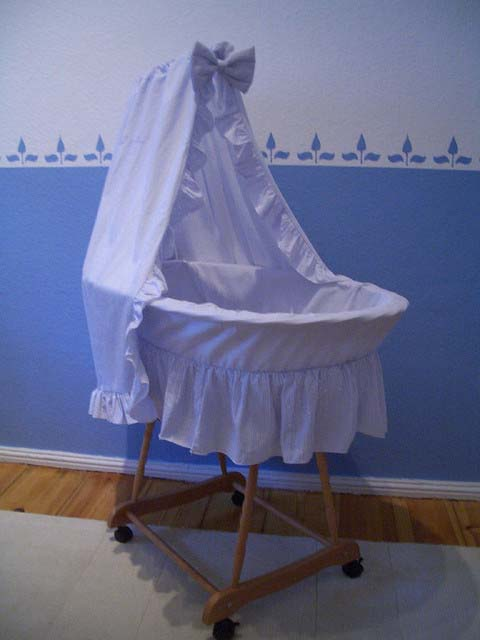
Moderner Stubenwagen nach altem Vorbild

Der Stubenwagen ist ein für das Hausinnere bestimmter Korbwagen, der als Schlaf- und Ruheplatz für Säuglinge und Kleinkinder innerhalb der Wohnung benutzt wird und der mit Rädern oder Rollen versehen und dadurch leicht beweglich ist. Da der Stubenwagen deutlich kleiner als ein Kinderbett ist, eignet er sich auch als Kinderwiege für Säuglinge der ersten Lebenswochen.
Im 19. Jahrhundert entwickelte sich in Großbritannien aus dem Stubenwagen der Kinderwagen.

## Geschichte

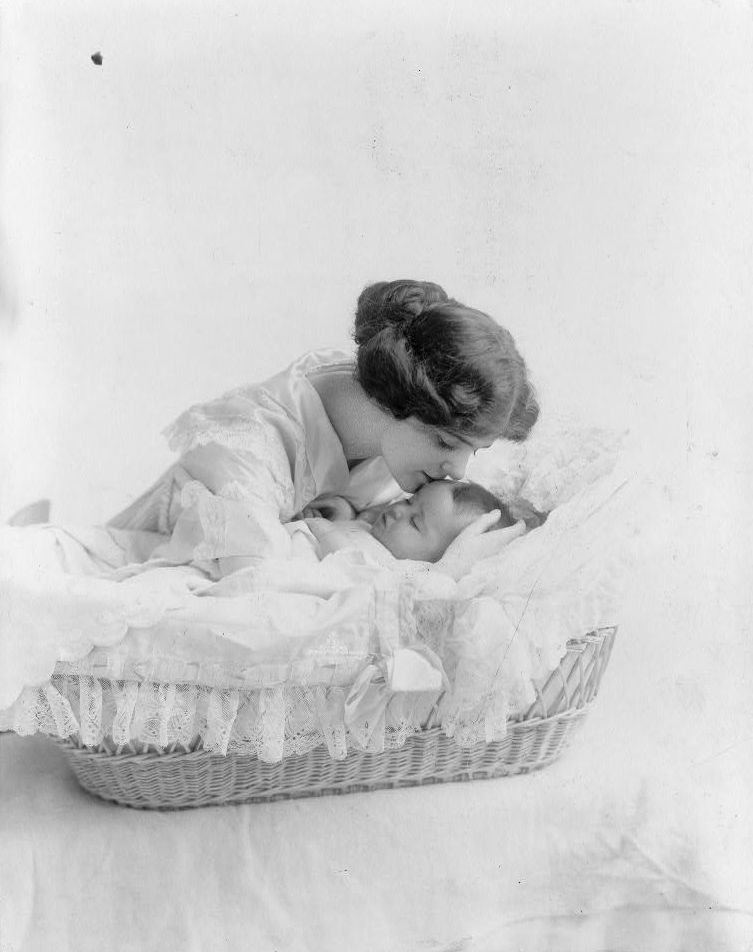
Traditionelle Kinderwiege aus Korbgeflecht als Vorläufer des Stubenwagens

Der Stubenwagen ist ein westliches und urbanes Phänomen, das im 19. Jahrhundert aufkam. Bis dahin wurden Säuglinge und Kleinkinder eher selten außerhalb des Hauses transportiert. Wurde es doch einmal notwendig, wurden sie getragen oder an den Körper gewickelt. Im mittelalterlichen Europa wurden Leiterwagen und Schubkarren, die zwischen 1170 und 1250 aufkamen, vor allem von der bäuerlichen Bevölkerung auch für den Transport von Kindern verwendet. Zwischen 1600 und 1800 kamen in der Aristokratie und wohlhabenden Familien vereinzelt kleine Karren, Wagen und Equipagen (kutschenartige Gespanne) zur Beförderung von Kindern auf. 
Zum Schlafen lagen die Kinder in den damals üblichen Kinderwiegen, die oft Weidenkörbchen waren oder nach dem Vorbild der Bettgestelle für Erwachsene aus Holz oder Metall gefertigt waren. 
Zu Beginn des 19. Jahrhunderts kamen in Großbritannien bewegliche Stubenwagen auf, aus denen sich rasch der Kinderwagen parallel dazu entwickelte, da es üblich wurde, mit Kleinkindern regelmäßig Spaziergänge an der frischen Luft zu unternehmen. Im deutschsprachigen Raum setzte sich für diese anfänglich auch als Rollenwagen oder Korbwagen bezeichnete Neuentwicklung insbesondere Christoph Wilhelm Hufeland ein. 
Der Stubenwagen bestand aus einem Holzgestell mit Korbaufsatz und Rollen oder Rädern; hiervon unterschied sich der Kinderwagen durch höhere Robustheit, verstärkte und größere Reifen und bald auch eine Federung. 
Ein 1733 im Nachlass des Dritten Duke of Devonshire gefundener, reich dekorierter Stubenwagen stammt vermutlich von dem englischen Architekten William Kent.
1840 wurde in England die erste Fabrik für Kinderwagen gegründet, die gleichzeitig auch Stubenwagen herstellte. Die ersten Modelle waren sehr hoch und hatten drei Räder; sie waren so konstruiert, dass die Kinder darin nur sitzen konnten. 1880 wurden die ersten Modelle konstruiert, in denen der Säugling liegen konnte. Der Aufsatz bestand aus einem Korb aus Weidengeflecht, das Gestell hatte nun vier Räder.
Neben der Weiterentwicklung der Kinderwagen besteht der Stubenwagen weitgehend unverändert bis heute weiter.